# La Haye-du-Puits
La Haye-du-Puits er en kommune i departementet Manche i Normandie-regionen i det nordvestlige Frankrig.
Indbyggerne kaldes Haytillons.

## Historie
Byen var sæde for et vigtigt normannisk baroni, og byens blev grundlagt i middelalderen.
I 1944 blev byen befriet af allierede styrker efter ti dages kamp, som ødelagde det meste af byen.

## Økonomi
Byen har i mange år været en handelsby. I det 19. århundrede var den kendt for handel med smør og kreaturer.